# 西伯灯蛾属
西伯灯蛾属（学名：Sibirarctia）为裳蛾科的一个属。

## 下属物种
本属包括以下物种：
- 丽西伯灯蛾 Sibirarctia kindermanni (Staudinger, 1867)